# Borek (Opacz)
Borek – część wsi Opacz w Polsce położona w województwie mazowieckim, w powiecie piaseczyńskim, w gminie Konstancin-Jeziorna.
W latach 1975–1998 miejscowość administracyjnie należała do województwa warszawskiego.